# Collateral Damage
Collateral Damage (bra: Efeito Colateral; prt: Danos Colaterais) é um filme de ação e suspense estadunidense de 2002, dirigido por Andrew Davis e estrelado por Arnold Schwarzenegger, Elias Koteas, Francesca Neri, Cliff Curtis, John Leguizamo e John Turturro. O filme foi lançado nos Estados Unidos em 8 de fevereiro de 2002.
O filme conta a história do bombeiro de Los Angeles, Gordon Brewer (Arnold Schwarzenegger), que procura vingar a morte de seu filho e esposa nas mãos de um comando de guerrilha, viajando para a Colômbia e enfrentando os assassinos de sua família. O roteiro original do filme tinha o mesmo enredo, mas teria abordado a política americana no Oriente Médio ocorrendo na Líbia; o diretor Davis e seus roteiristas escolheram a Colômbia como o novo local, porque não havia sido usado tão extensivamente e não tocava em uma área de conflito geopolítico atual. O notável ativista anti-guerra Stan Goff foi contratado como consultor, mas depois descreveu o filme como horrível e afirmou que assumir o cargo foi o pior erro que ele já havia cometido.

## Elenco

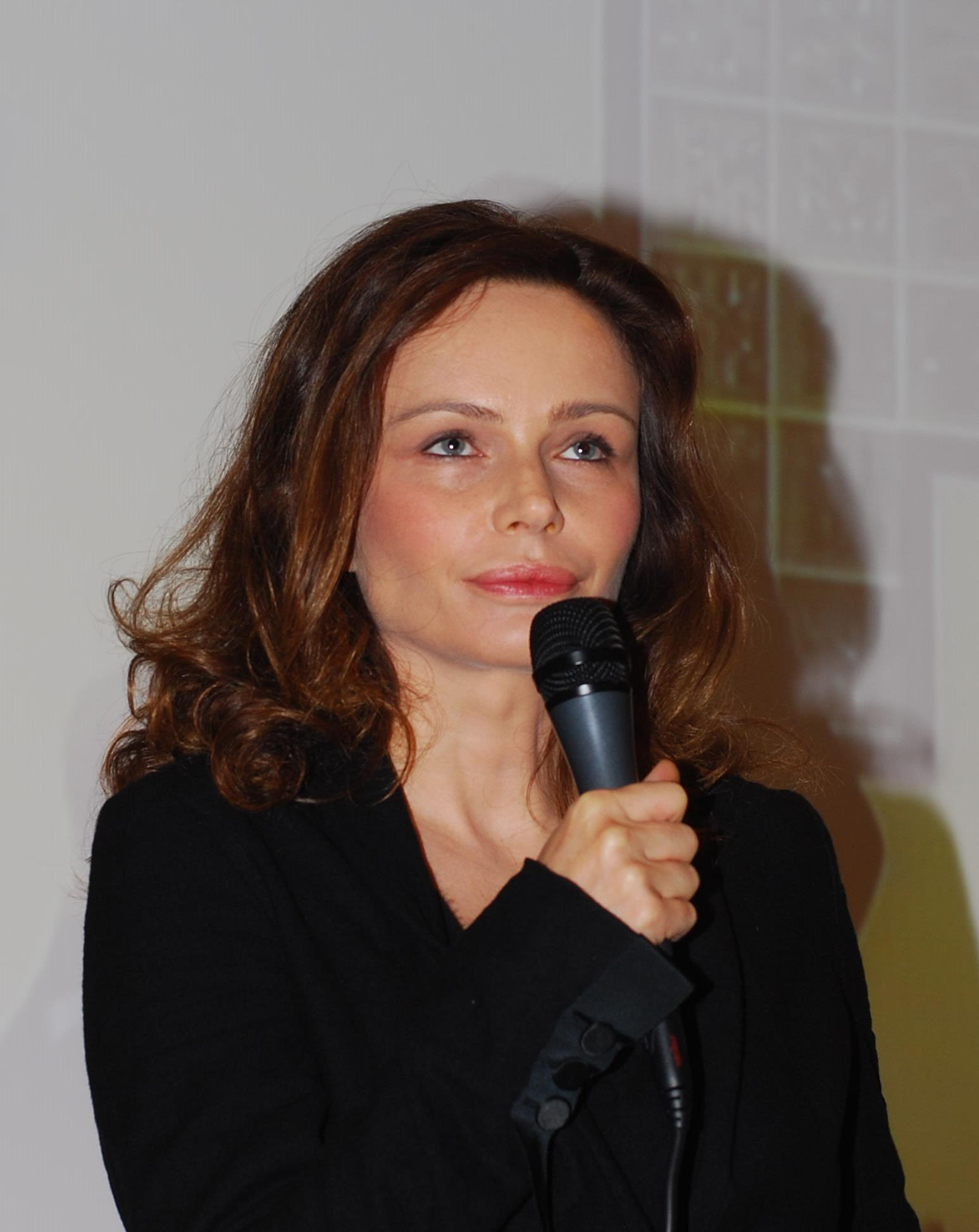
Francesca Neri interpreta Selena Perrini

- Arnold Schwarzenegger como Capitão Gordon "Gordy" Brewer, bombeiro de Los Angeles que procura terroristas colombianos responsáveis pela morte de sua esposa e filho.
- Elias Koteas como Peter Brandt, chefe da estação da CIA na Colômbia.
- Francesca Neri como Selena Perrini, esposa de Claudio.
- Cliff Curtis como Claudio Perrini, um terrorista colombiano conhecido como Lobo.
- John Leguizamo como Felix Ramirez, gerente da instalação de distribuição de cocaína.
- John Turturro como Sean Armstrong, um mecânico canadense.
- Lindsay Frost como Anne Brewer, esposa de Gordy.
- Ethan Dampf como Matt Brewer, filho de Gordy.
- Miguel Sandoval como agente especial do FBI Joe Phipps, o agente do FBI responsável.
- Harry Lennix como agente do FBI Dray, parceiro do FBI em Phipps
- Jane Lynch como agente Russo
- Tyler Posey como Mauro, filho adotivo de Selena e Claudio.
- Fernando Sarfati como Federale
- Jsu Garcia como Roman, o braço direito de Claudio.
- Michael Milhoan como Jack, companheiro bombeiro de Gordon.
- Rick Worthy como Ronnie, companheiro bombeiro de Gordon.
- Raymond Cruz como Junior, companheiro bombeiro de Gordon.
- J. Kenneth Campbell como Ed Coonts, ex-conselheiro militar da Colômbia que dá conselhos a Brewer para sobreviver à Colômbia.
- Rodrigo Obregón como Rodrigo
- Michael Cavanaugh como Presidente Paul Devereaux
- Nicholas Pryor como Senator Delich

## Filmagens
O filme foi filmado em Los Angeles, Nova Iorque e Washington, D.C.. As cenas que representam a Colômbia foram filmadas na cidade de Coatepec, no estado de Veracruz, no México. As filmagens no México duraram dez semanas. Os primeiros foram gravados durante as primeiras oito semanas e depois voltaram a rodar outras duas.

## Lançamento
Os ataques de 11 de setembro de 2001 afetaram o lançamento e a edição do filme final. O trailer original foi descartado porque mostrou um grande ataque a bomba nos Estados Unidos. O filme foi originalmente programado para ser lançado em 5 de outubro de 2001, mas foi adiado devido ao seu tema de terrorismo e finalmente lançado em 8 de fevereiro de 2002. A estréia foi realizada quatro dias antes. Collateral Damage também deveria incluir a atriz colombiana Sofía Vergara no papel de seqüestradora de avião; no entanto, a cena em que Vergara seqüestraria um avião foi cortada do filme. O filme faturou US$78 milhões em todo o mundo com seu orçamento de US$85 milhões. A Warner Brothers lançou o DVD nos Estados Unidos em 30 de julho de 2002.